# IC 1047
IC 1047 — галактика типу Sb (компактна витягнута галактика) у сузір'ї Волопас.
Цей об'єкт міститься в оригінальній редакції індексного каталогу.